# Кроуфорд, Уильям Харрис
Уильям Харрис Кроуфорд (англ. William Harris Crawford, 24 февраля 1772 — 15 сентября 1834) — американский политик, сенатор, 7-й министр финансов США, кандидат в президенты в 1824 году.

## Биография
Уильям Кроуфорд родился в округе Амхерст, штат Виргиния. В десятилетнем возрасте он, вместе с семьёй, переезжает в округ Аплинг, Джорджия. Позже, там Кроуфорд работал на ферме и школьным учителем. В 1799 году, после обучения праву, устраивается юристом в Лексингтоне, Джорджия. В 1804 году Кроуфорд был избран членом Палаты представителей Джорджии от Демократическо-республиканской партии. В 1807 году представляет штат Джорджию в Конгрессе США.
В 1812 году, во время Англо-американской войны, президент Джеймс Мэдисон отправляет Уильяма Кроуфорда послом США в Париж. Сам Кроуфорд был сторонником войны с Великобританией. В 1815 году Мэдисон назначил Уильяма военным министром США, а в 1816 году министром финансов. После отставки Кроуфорд уезжает обратно в Джорджию, где работал в качестве судьи. После смерти был похоронен на кладбище Крофорд в Крофорде, Джорджия.